# Lannemezan
Lannemezan là một xã thuộc tỉnh Hautes-Pyrénées trong vùng Occitanie tây nam nước Pháp. Xã này nằm ở khu vực có độ cao trung bình 610 mét trên mực nước biển.
Sông Petite Baïse bắt nguồn ở xã này.
Lannemezan có cự ly khoảng 30 km về phía đông Tarbes, và khoảng 100 km về phía tây nam Toulouse.